# Widok (Baranki)
Widok – wzniesienie (wzgórze) położone w obrębie Wzgórz Trzebnickich, w ramach Grzbietu Trzebnickiego, w paśmie Baranki. Jest najwyższym wzniesieniem tego pasma. Wzgórze znajduje się w Gminie Oborniki Śląskie. Wierzchołek wzniesienia położony jest na wysokości bezwzględnej wynoszącej 227 m n.p.m.

## Położenie i otoczenie
Wzgórze położone jest w paśmie Wzgórz Trzebnickich, będących mezoregionem o identyfikatorze 318.44 (według regionalizacji fizycznogeograficznej opracowanej przez Jerzego Kondrackiego), należących do Wału Trzebnickiego (makroregion o indeksie 318.4). W ramach tych Wzgórz Trzebnickich wyróżnia się także mikroregion obejmujący wzniesienie Widok – Grzbiet Trzebnicki (mikroregion o indeksie 318.444), w jego północno-zachodniej części. Wzniesienie położone jest w północnym krańcu pasma wzniesień Baranki. Pod względem regionalizacji przyrodniczo-leśnej wzgórze położone jest w mezoregionie Wzgórz Trzebnicko-Ostrzeszowskich, nadleśnictwo Oborniki Śląskie.
W ramach Wzgórz Trzebnickich na zachód od wzniesienia położone jest kolejne wzgórze – Morzęcińska Góra, po stronie południowej Baranki i wzniesienie Strzeżna, po stronie wschodniej Barani Masyw z Wilkowską Górą.
Pod względem podziału administracyjnego wzniesienie jest położone w Gminie Oborniki Śląskie, powiecie Trzebnickim, województwie Dolnośląskim, jednostka ewidencyjna Oborniki Śląskie – obszar wiejski, obręb Morzęcin Wielki. Miejscowość Morzęcin Wielki leży na południe i zachód, na północnym zachodzie położony jest Kokotów, przysiółek wsi Morzęcin Wielki. Z kolei na północnym wschodzie leży Wilkowa, znajdująca się już w gminie Prusice.

## Charakterystyka
Najwyższy punkt wzniesienia położony jest na wysokości bezwzględnej wynoszącej 227 m n.p.m. (według innych źródeł 226,5 m n.p.m., 226,6 m n.p.m.). Masyw wzgórza po stronie północnej pokryty jest lasem. Jest to las gospodarczy klasyfikowany jako las mieszany świeży, z występującymi w drzewostanie takimi drzewami jak dąb, robinia akacjowa, czereśnia pospolita, olsza czarna, brzoza brodawkowata, grab pospolity, lipa drobnolistna, klon pospolity, klon jawor, buk pospolity, sosna zwyczajna, modrzew europejski. Ponadto po podszycie częściowo oprócz niektórych z wymienionych wyżej gatunków znajdują się między innymi leszczyna pospolita, kruszyna pospolita, czeremcha pospolita, czeremcha późna. Natomiast południowy stok masywu i podnóże to użytki rolne i teren należący do ośrodka jeździeckiego.

## Nazwa
Nazwa własna – Widok – jest nazwą urzędową. Została ustalona i ujęta w państwowym rejestrze nazw geograficznych na podstawie Zarządzenia nr 70 z dnia 30 marca 1954 r. wydanego przez Prezesa Rady Ministrów (Monitor Polski z 1954 nr 38, poz. 516), a także wywiadu terenowego. Odnosi się ona do ukształtowania terenu należącego do rodzaju wzgórza, wzniesienia. W rejestrze tym przypisano jej identyfikator: PRNG – 206627, identyfikator IIP – PL.PZGiK.320.NGRP.206627. Podaje on następujące współrzędne geograficzne punktu głównego wzniesienia: szerokość geograficzna – 51°20'04" N, długość geograficzna – 16°54'04" E. W rejestrze tym obowiązuje od 28.04.2015 r.
Niemiecka nazwa wzniesienia brzmiała Stadt Berg. Według niektórych opracowań współczesnych wierzchołek wzniesienia nosi nazwę Baranek Wawrzyn lub Wawrzynowa Góra.